# Denis Ievsikov
Denis Sergueïévitch Ievsikov (en russe : Денис Сергеевич Евсиков) est un footballeur international russe né le 19 février 1981 à Vladimir.

## Biographie
Né et formé dans la ville de Vladimir, Denis Ievsikov rejoint en 1999 l'équipe du CSKA Moscou où il occupe dans un premier temps un rôle de remplaçant. Il fait ses débuts en championnat à l'âge de 18 ans le 11 juillet 1999 contre le Zénith Saint-Pétersbourg et joue en tout trois matchs sur toute l'année, étant principalement utilisé avec la réserve qui évolue alors en troisième division. Principalement cantonné au banc lors de la saison 2000, il prend malgré tout part au parcours du CSKA en Coupe de Russie, étant titularisé en demi-finales puis lors de la finale perdue face au Lokomotiv Moscou à l'issue de la prolongation.
Ievsikov s'impose de manière durable au sein de l'équipe-type à partir de 2001 et devient un régulier au sein de la défense durant la période 2001-2003. Il prend ainsi part à la victoire en coupe du CSKA en 2002 ainsi qu'au titre de champion du club lors de la saison 2003, disputant 24 rencontres de championnat cette année-là. Il joue également ses seules rencontres européennes en prenant part à la Coupe UEFA en 2002 puis à la Ligue des champions en 2003. Ses performances lui valent par ailleurs d'être appelé au sein de la sélection russe par Valeri Gazzaev, également son entraîneur en club, avec qui il connaît quatre sélections entre février et juin 2003,.
Après le départ de Gazzaev en fin d'année 2003, Ievsikov quitte lui aussi le CSKA pour rejoindre le Lokomotiv Moscou. Il échoue cependant à s'y imposer, ne jouant que deux matchs de coupe durant la première partie de la saison 2004 avant d'être transféré au Terek Grozny, où il remporte la deuxième division en fin d'année. Handicapé par la suite par une grave blessure au genou, il reste inutilisé pendant l'année 2005 et quitte par la suite le club en fin de saison.
Rejoignant alors le Spartak Naltchik, il dispute treize rencontres lors de la saison 2006 qui le voit notamment inscrire son unique but en première division le 23 juillet 2006 contre l'Amkar Perm. Nommé capitaine d'équipe l'année suivante, il s'impose comme un titulaire régulier au sein de la défense durant la première part de l'exercice 2007. Ievsikov ne s'éternise cependant pas à Naltchik et rejoint dès l'été le Tom Tomsk où il passe la deuxième partie de saison. Il devient très peu utilisé lors des deux saisons qui suivent en raison de blessures régulières, ne jouant ainsi que neuf matchs entre 2008 et 2009 tandis que son contrat est finalement rompu en août 2009,. Passant ensuite l'année 2010 en troisième division sous les couleurs du Torpedo-ZIL Moscou, Ievsikov met un terme définitif à sa carrière en fin d'année à l'âge de 29 ans.
Il se reconvertit par la suite comme entraîneur, intégrant notamment l'encadrement technique du Stroguino Moscou, pour qui il entraîneur l'équipe réserve entre 2016 et 2018 avant d'occuper un poste d'adjoint durant la saison 2018-2019. Il est nommé entraîneur principal du FK Kolomna, club de troisième division, au mois de juillet 2019 dans le cadre de l'exercice 2019-2020, amenant l'équipe à la onzième place de son groupe de troisième division avant de s'en aller en fin d'exercice.

## Statistiques
| Saison                | Club                  | Championnat           | Championnat | Championnat | Coupe(s) nationale(s) | Coupe(s) nationale(s) | Compétition(s) continentale(s) | Compétition(s) continentale(s) | Compétition(s) continentale(s) | Total | Total |
| Saison                | Club                  | Division              | M.          | B.          | M.                    | B.                    | Comp.                          | M.                             | B.                             | M.    | B.    |
| 1999                  | CSKA Moscou           | D1                    | 3           | 0           | -                     | -                     | -                              | -                              | -                              | 3     | 0     |
| 2000                  | CSKA Moscou           | D1                    | 9           | 0           | 3                     | 0                     | -                              | -                              | -                              | 12    | 0     |
| 2001                  | CSKA Moscou           | D1                    | 20          | 0           | 2                     | 0                     | -                              | -                              | -                              | 22    | 0     |
| 2002                  | CSKA Moscou           | D1                    | 29          | 0           | 3                     | 0                     | C3                             | 1                              | 0                              | 33    | 0     |
| 2003                  | CSKA Moscou           | D1                    | 24          | 0           | 3                     | 0                     | C1                             | 2                              | 0                              | 29    | 0     |
| Sous-total            | Sous-total            | Sous-total            | 85          | 0           | 11                    | 0                     | -                              | 3                              | 0                              | 99    | 0     |
| 2004                  | Lokomotiv Moscou      | D1                    | -           | -           | 2                     | 0                     | -                              | -                              | -                              | 2     | 0     |
| 2004                  | Terek Grozny          | D2                    | 10          | 0           | -                     | -                     | -                              | -                              | -                              | 10    | 0     |
| 2005                  | Terek Grozny          | D1                    | -           | -           | -                     | -                     | -                              | -                              | -                              | 0     | 0     |
| 2006                  | Spartak Naltchik      | D1                    | 13          | 1           | 2                     | 0                     | -                              | -                              | -                              | 15    | 1     |
| 2007                  | Spartak Naltchik      | D1                    | 14          | 0           | -                     | -                     | -                              | -                              | -                              | 14    | 0     |
| Sous-total            | Sous-total            | Sous-total            | 37          | 1           | 4                     | 0                     | -                              | -                              | -                              | 41    | 1     |
| 2007                  | Tom Tomsk             | D1                    | 12          | 0           | 2                     | 0                     | -                              | -                              | -                              | 14    | 0     |
| 2008                  | Tom Tomsk             | D1                    | 5           | 0           | -                     | -                     | -                              | -                              | -                              | 5     | 0     |
| 2009                  | Tom Tomsk             | D1                    | 4           | 0           | -                     | -                     | -                              | -                              | -                              | 4     | 0     |
| Sous-total            | Sous-total            | Sous-total            | 21          | 0           | 2                     | 0                     | -                              | -                              | -                              | 23    | 0     |
| 2010                  | Torpedo-ZIL Moscou    | D3                    | 5           | 1           | 1                     | 0                     | -                              | -                              | -                              | 6     | 1     |
| Total sur la carrière | Total sur la carrière | Total sur la carrière | 148         | 2           | 18                    | 0                     | -                              | 3                              | 0                              | 169   | 2     |

## Palmarès
CSKA Moscou
- Champion de Russie en 2003.
- Vainqueur de la Coupe de Russie en 2002.

 Terek Grozny
- Champion de Russie de deuxième division en 2004.